# Babak Amir-Tahmasseb
Pour les articles homonymes, voir Amir.
Bâbak Amir-Tahmasseb est un kayakiste français, d'origine iranienne né le 19 mai 1976 à Téhéran. Il a commencé le canoë-kayak en 1987 au club de l'ASC Cheminots Strasbourg, devenu aujourd'hui Strasbourg Eaux-Vives.

## Palmarès

### Jeux olympiques d'été
- 4e en K2 Hommes 500m, 2000 en compagnie de Philippe Aubertin des Jeux olympiques de 2000.
- 5e en K2 Hommes 1000m, 2000 en compagnie de Philippe Aubertin des Jeux olympiques de 2000.
- 7e en K1 Hommes 500m, 2004 des Jeux olympiques de 2004.

### Championnat du monde
- Champion du Monde en K1 Hommes 1000m, 2001 à Poznań, Pologne
- Champion du Monde Junior en K1 Hommes de descente de rivière, 1994 à Wassau, É.-U.

### Championnats d'Europe de canoë-kayak
- Vice-champion d'Europe en 1999 à Zagreb, Croatie

### Championnats de France de canoë-kayak
- 36 fois champion de France.

### Coupe du monde
- 8 médailles en Coupe du monde : 3 or, 2 argent et 3 bronze